# Series 90
S90（Series 90）是广泛应用于诺基亚手机的手机操作系统。
使用S90系列平台的诺基亚手機只有諾基亞 7700(沒有發佈)及諾基亞 7710。

## 前景
根據Symbian基金會的決定，S90用戶平台將會停止開發。